# Euxoa macleani
Euxoa macleani är en fjärilsart som beskrevs av Mcdunnough 1927. Euxoa macleani ingår i släktet Euxoa och familjen nattflyn. Inga underarter finns listade i Catalogue of Life.

## Bildgalleri

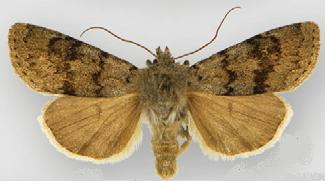